# Honda Tōru
Honda Tōru (本田 透 (Bản-Điền Thấu)) là một nhân vật hư cấu trong loạt anime và manga Fruits Basket của Takaya Natsuki. Cô là nhân vật chính với tinh thần, tính cách lạc quan, vui vẻ, vị tha và biết thông cảm với mọi người xung quanh. Takaya đã tạo cho nhân vật này một tương lai tuyệt vời để cân xứng với sự đồng cảm của cô.
Tōru là một nữ sinh trung học mồ côi cha mẹ, sau khi gặp được mọi người trong nhà Sōma gồm Yuki, Kyo, Shigure và biết được 13 người trong dòng họ Sōma bị chịu một lời nguyền là sẽ bị biến thành những con giáp trong 12 con giáp nếu bị người khác giới ôm hoặc khi bị căng thẳng. Sōma Akito - người đứng đầu dòng họ Sōma đã quyết tâm hóa giải được lời nguyền quái ác mà dòng họ mình đã mang.